# ميناء دوراليه
ميناء دوراليه هو امتداد لميناء جيبوتي، الذي يقع على بعد 5 كم غرب مدينة جيبوتي.تتم إدارة الميناء من قبل شركة موانئ دبي العالمية المملوكة لدولة الإمارات العربية المتحدة